# لو لم يكن اسمها فاطمة
لو لم يكن اسمها فاطمة 
رواية للأديب الكبير خيري الذهبي، صدرت في طبعتها الأولى عن دار الهلال المصرية\القاهرة في طبعة شعبية، سنة 2005 ، ومن ثم أعيد طبعها في أكثر من خمس طبعات بين سوريا ولبنان والأردن..يعتقد النقاد بأن ملهمة الرواية هي شخصية الفنانة السورية اقبال ناجي قارصلي إحدى رائدات الفن التشكيلي السورية والتي انتهت نهاية مأساوية أفجعت الوسط الفني السوري والعربي عموماً، وهي قريبة للأستاذ الذهبي.
تنطلق الرواية من رحلة المخرج السينمائي سلمان إلى مدينة دير الزور، ويتابع الذهبي قائلاً عن الرواية: حتى نعرف الشخصية في مضمارها الحقيقي علينا أن نتذكر كيف بدأت. «فاطمة» امرأة جميلة قبل كل شيء وبدأت حياتها بصنع أسطورة هي نفسها لا تعرف كيف اصطنعت وهي أنها خرجت يوماً من بيتها وهي الصبية الجميلة لتقوم ببعض الأمور فإذا بالجنود السنغال يطاردونها وهم يهتفون «فاتيما» وهذا الاسم هو الاسم الإسلامي الوحيد الذي يعرفونه فأحست أنها هي الوحيدة المقصودة فأحرجها الأمر وأقسمت ألا تخرج من البيت طالما هناك جندي سنغالي وهي تقصد محتلا فرنسيا وهنا تبدأ إشكاليتها لأنها الوحيدة التي تتحدى الاحتلال فتصبح حدثاً صحفياً ينطلق من دمشق إلى بيروت إلى الاسكندرية إلى الصحافة وحينما يأخذون صورة قديمة لها يصنعون لها رتوشا فتتحول إلى «غريتا غاربو» ثم تصبح «جان دارك» وإذا بالناس الذين يريدون الحصول على رمز يحصلون عليه من خلالها فتصبح رمزاً حقيقياً. تبدأ اللعبة بمحاولة الانتداب إفساد هذه الصورة فيلجؤون إلى زوجها الرجل العادي الذي يحمل الكثير من العيوب ما يؤدي إلى وجود صراع بين هذه المرأة وزوجها وهي أفضل منه بعدة مستويات لكنها في النهاية مثل كل نساء الشرق عليها أن تصنع قدرها فتجد نفسها معزولة معه في إحدى المدن المنسية في شرقي سورية وعليها أن تبدأ حياتها. هنا عليها أن تصنع أسطورتها الثانية فتمر بأكثر من مرحلة بدءاً من انتصارها على الضباع إلى مشيها سافرة دون غطاء وقيادتها السيارة.. الخ، ثم تتعرض إلى الفساد الذي وصل إليه بعض البيروقراطيين حين تصنع معرضاً للرسم فتصطدم بأحد الفاسدين في وزارة الثقافة. «فاطمة» هي صورة حقيقية لسورية في الخمسين سنة الأخيرة في صعوداتها وهبوطاتها.